# Saint-Vérand (Saône-et-Loire)
Saint-Vérand é uma comuna francesa na região administrativa de Borgonha-Franco-Condado, no departamento Saône-et-Loire. Estende-se por uma área de 2,45 km². Em 2010 a comuna tinha 167 habitantes (densidade: 68,2 hab./km²).